# Psychotria hirtinervia
Psychotria hirtinervia là một loài thực vật có hoa trong họ Thiến thảo. Loài này được Wawra miêu tả khoa học đầu tiên năm 1879.